# Amand-Louis Tardieu
Pour les articles homonymes, voir Tardieu.
Amand-Louis Tardieu, né le 22 avril 1807 à Rouen et mort le 5 janvier 1867 à Bruxelles, est un avocat, juriste et essayiste belge.
Établi comme avocat à Bruxelles en 1834, Tardieu se fit naturaliser en 1841. Il est auteur d’articles de bibliographie et d’économie politique publiés dans l’Indépendance belge, et de plusieurs travaux de science juridique insérés dans les Archives de droit et de législation, la plupart réimprimés en volume (Bruxelles, 1841, in-18). Il s’est occupé spécialement de toutes les questions relatives à la propriété intellectuelle et a pris part aux travaux du Congrès de la propriété littéraire à Bruxelles en 1858, et du Congrès artistique à Anvers en 1861. Comme représentant des éditeurs français, il a concouru à faire fixer par les tribunaux belges la jurisprudence sur plusieurs dispositions de la Convention littéraire franco-belge du 22 août 1852. Il fut nommé chevalier de la Légion d’honneur le 2 juillet 1861, à l’occasion du renouvellement de cette convention. Il était le frère de Jules Tardieu et d’Alexandre Tardieu.

## Sources
- Noémi-Noire Oursel, Nouvelle Biographie normande, t. 2e, Paris, A. Picard, 1886, p. 495.
- Gustave Vapereau, Dictionnaire universel des contemporains, t. 2, Paris, Hachette, 1870, p. 1726.